# 方肇伦
方肇伦（1934年8月16日—2007年11月12日），男，天津人，中国分析化学家。东北大学分析科学研究中心教授，浙江大学化学系微分析系统研究所教授。主要从事原子光谱、流动分析及分析系统微型化研究。

## 生平
1957年毕业于北京大学化学系。1997年当选为中国科学院院士。